# Erich Hagen
Erich Hagen (n. 11 decembrie 1936, Leipzig, Germania Nazistă – d. 26 mai 1978, Leipzig, RDG) a fost un ciclist de performanță ce a reprezentat Republica Democrată Germană, medaliat olimpic. A participat la 2 ediții ale Jocurilor Olimpice (1956, 1960) în care a câștigat o medalie de argint și o medalie de bronz.